# Lingüística descriptiva
La lingüística descriptiva és una branca de la lingüística general que pretén descriure el funcionament d'un idioma, sense emetre judicis de correcció, com sí que fa la lingüística prescriptiva. Es pot aplicar a tots els nivells d'una llengua, a la seva fonètica, morfosintaxi o lèxic i tant en moments històrics passats com presents.
Per operar, selecciona discursos escrits o orals i els analitza, fixant-se en els elements que l'interessen en cada cas per fer un inventari de quins són i quan actuen (context). Intenta també arribar a una generalització sobre l'ús d'aquells elements que permeti traslladar-los a un altre entorn i predir com funcionaran, de forma que es puguin establir pautes de comportament dels parlants.